# الملعب البلدي ببركان
الملعب البلدي ببركان هو ملعب كرة قدم يقع بمدينة بركان في المغرب، أُفتتح عام 2014، وهو المحتضن لمباريات نادي نهضة بركان و يتسع لـ 12.000 متفرج. أرضية الملعب بعشب طبيعي من المستوى الجيد و ليس عشب اصطناعي. جميع ملاعب مقابلات فرق القسم الأول بعشب طبيعي طبقا لقانون الدوري المغربي.

## مرافق الملعب
يحتوي الملعب على: بهو وقاعة الشرف وقاعة مراقبة المنشطات وقاعة للتمريض ومستودعين للملابس ومرافق صحية وقاعة للاجتماعات والحكام، وأرضية الملعب مكسوة بعشب صناعي يتضمن ألياف طبيعية.

## تاريخ الملعب
دُشن الملعب البلدي ببركان سنة 2014. وفي سنة 2017، أُستبدل العشب الطبيعي بالعشب الاصطناعي الذي يعود تاريخه إلى افتتاح الملعب. في 19 مايو 2019، استضاف الملعب مباراة الذهاب في نهائي كأس الكونفدرالية بين نهضة بركان والزمالك. يقع في مدينة بركان. ويستضيف اليوم مباريات محلية ودولية (الدوري المغربي، كأس الكونفدرالية الإفريقية).

## روابط خارجية
- (بالعربية) فيديو تصميم الملعب الجديد لنادي نهضة بركان